# クリスマス・シール
クリスマス・シールは外見を切手に模した、封筒へ貼る用途のラベルである。クリスマスの時期のグリーティングカードに貼る用途で売られるシールであり、クリスマス慈善事業への啓蒙と寄付のためのアイデアとしてうまれた。クリスマスシールは結核の流行の歴史、そして子ども達にあたえられるべき幸福のための福祉と深く結びつけられている。クリスマスシールは1904年デンマークで最初に発行され、同年スウェーデンとアイスランドでも同じく発行された。しかる後に、クリスマスシールは世界中に広まり人気を博し、130もの国が独自のクリスマスシールを発行している。
しばしばクリスマスシールは郵便局の発行するデザイン切手であるクリスマス切手と取り違えられる。アメリカ合衆国郵便公社は封筒の郵便切手の貼ってある面の裏側にクリスマスシールを使うようにうながしている。しかし郵便公社の発するこのような公告もたいていはユーザーには受け入れられず、封筒上の郵便切手と同じがわにクリスマスシールが貼られるという結果を引き起こしている。
クリスマスシールにはいくつかの種類が存在しているが、最初期に発行されたものとして、赤十字社の発行したもの，そして結核予防協会が発行したものがあげられる。それらには複十字がデザインとして使用されている。その他の行政府や社会福祉団体が発行する慈善事業としてのものもある。さまざまな行政府は赤十字社への寄付や慈善活動への理解、意識高揚を呼びかけるものとしてチャリティ切手というかたちでクリスマスシールに準じるものを発行することがある。クリスマスシールの歴史のはじまりからこの商品は大衆に高く評価されており、またコレクターや郵便が蒐集の対象としている。こんにちでは、クリスマスシールはコレクターのアイテムとして市場価値をもつものとして変化している。

## デンマークから始まった

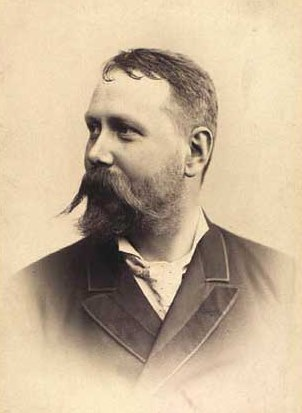
Einar Holbøll, c. 1900

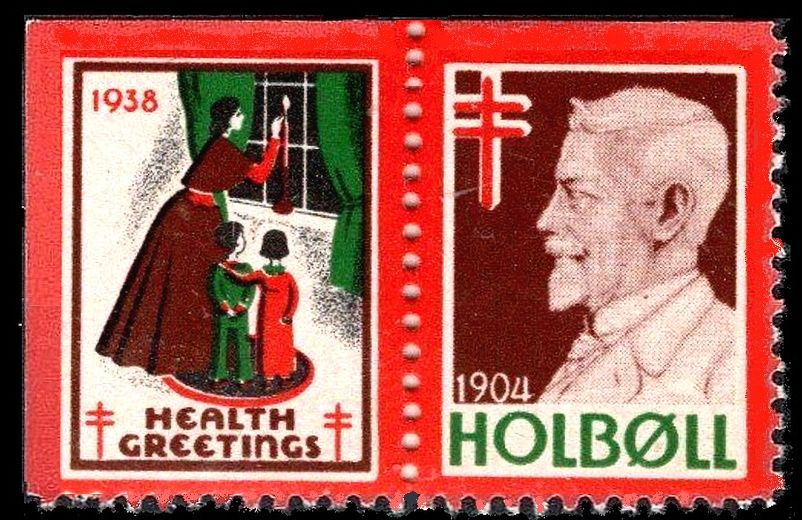
In 1938 Holbøll was featured on a U.S. Christmas seal

1900年代の初期に結核はもっとも恐れられる流行病であり、特にこどもたちに有害な影響を与えた。1904年、デンマーク人の郵便局員、アイナー・ホルベルは、 クリスマス時期に送られるグリーティングカードにつかう切手に慈善行為としてなにか付加できるのではないかと考えついた。付加された寄付金を結核のこどもたちを助けるのに使えるのではないか。この計画は郵便局長とデンマーク国王（Christian IX）に公認された。ホルベルが1927年に亡くなるまえに、彼はデンマーク国王から結核との闘いへの貢献と、クリスマスを結核患者支援の必要性と結びつけた功績によりナイトの称号を授与された。かれの偉業には、イギリスを含むあまたの国から栄誉を称えられた。
1904年、デンマークで世界で最初のクリスマスシールは発行された。シールにはデンマーク王妃ルイーゼ・フォン・ヘッセン＝カッセルの肖像と、Julen（ノルウェー語でクリスマス）という文字がデザインされていました。発売して最初の年に400万個以上が売れた。このとき、クリスマスシール一枚に対して0.02デンマーククローネの寄付が設定されており、18,000ドル以上の収益が集まりました。これは1904年の当時としてはかなりの額だった。続く翌年にもクリスマスシールは発行され、結核撲滅のためのさらなる収益を得られることとなった。